# Bielefeldské spiknutí
Bielefeldské spiknutí (německy Bielefeldverschwörung) je vtip, rozšířený především mezi německými uživateli internetu. Jde o parodii na množství konspiračních teorií.
Celý vtip je založen na tom, že reálně existující německé město Bielefeld (330 000 obyvatel) ve skutečnosti neexistuje a jeho existence je jen fámou, vytvořenou entitou, nazývanou SIE (tj. Oni, není jisté, o koho má jít, spekuluje se o Mossadu, CIA či mimozemšťanech, maskujících své řídící centrum pod rouškou fiktivní bielefeldské university), která se spikla proti celému zbytku veřejnosti. Je možné je odhalit pomocí tří otázek:
- Znáte někoho z Bielefeldu?
- Byl(a) jste někdy v Bielefeldu?
- Znáte někoho, kdo někdy byl v Bielefeldu?

Většina lidí na tyto otázky odpoví záporně – ti jsou obětí spiknutí. Kdo na kteroukoli z těchto otázek odpoví kladně, je spiklenec.
Vtip byl poprvé rozšířen na Usenetovém fóru de.talk.bizarre 16. května 1994 Achimem Heldem, toho času studentem informatiky na univerzitě v Kielu. Od té doby se velmi rozšířil, k desátému výročí mu byl dokonce věnován televizní pořad.
Přesunul se i do jiných zemí, kde roli Bielefeldu hraje brazilský stát Acre, italská oblast Molise (z níž pochází několik vlivných politiků, kteří bývají ze spiknutí viněni) nebo americký stát Idaho.

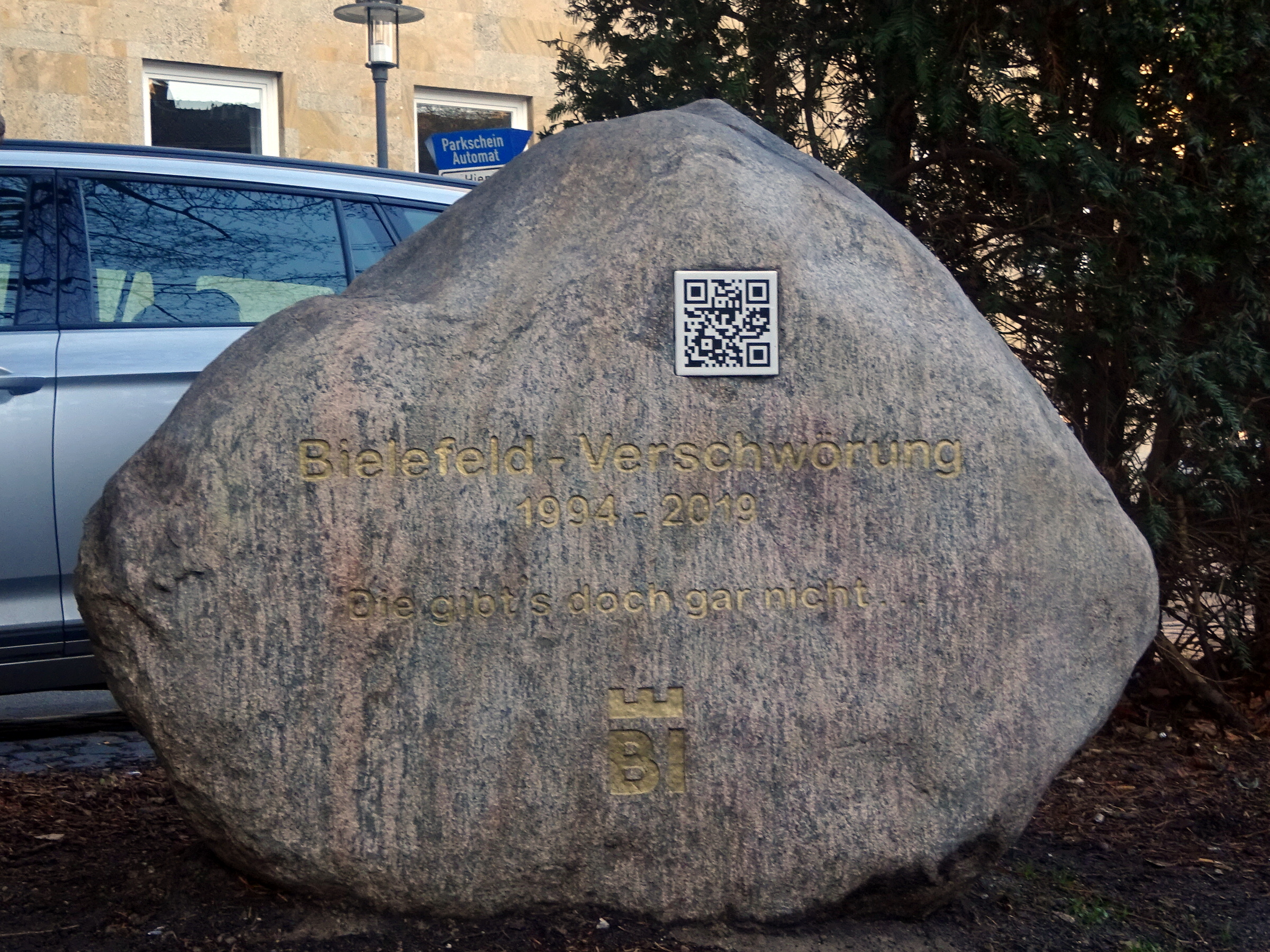
Pamětní kámen vztyčený u příležitosti konce spiknutí. QR kód odkazuje na bielefeldmillion.de